# Yerin Ha
Yerin Ha (en coreano: 하예린; Sídney, 16 de enero de 1998) es una actriz australiana de ascendencia surcoreana, conocida por su papel de Kwan Ha en la serie Halo de Paramount+ (2022-2024). Además el Casting Guild of Australia (CGA) la nombró estrella en ascenso de 2021.

## Biografía
Nació en Sídney, capital del estado de Nueva Gales del Sur, hija de padres coreanos. Su abuela también era actriz y sus padres se conocieron en la escuela de teatro. A los 15 años, siguiendo la tradición familiar, decidió dedicarse a la actuación en Corea del Sur, audicionó con éxito para la Escuela Secundaria de Artes Kaywon en Seúl, donde estudió durante tres años. Luego se graduó con una licenciatura en Bellas Artes (Actuación), con especialización en Teatro Musical en el Instituto Nacional de Arte Dramático (NIDA) de Sídney en 2018.
En 2019 interpretó el personaje de Maurice, junto a Mia Wasikowska y Eliza Scanlen, en la producción teatral El señor de las moscas de la Sydney Theatre Company en el Roslyn Packer Theatre en Sídney. Ese mismo año hizo su debut televisivo con un papel recurrente en la serie de televisión  franco-estadounidense Reef Break. También en 2019, se anunció que había sido elegida para participar en la adaptación televisiva del videojuego Halo, producida por Steven Spielberg, donde interpretaría a un nuevo personaje, Kwan Ha. La serie se estrenó el 24 de marzo de 2022 en Paramount+.
En 2022, fue incluida en el elenco principal de la serie de televisión ABC Troppo donde interpretó el personaje de Ah Rah e hizo su debut cinematográfico en la película Sissy, que se estrenó en 2022 en el festival de cine South by Southwest (SXSW). Al año siguiente protagonizó la serie Bad Behaviour en el servicio de transmisión over-the-top australiano Stan. La serie es una adaptación en cuatro partes de la novela del mismo título de Rebecca Starford.
En agosto de 2024 se anunció que interpretaría a Sophie Baek, el interés amoroso de Benedict (Luke Thompson), en la 4 temporada de la serie de Netflix, Bridgerton. La historia se basará en el tercer libro de la serie de novelas Bridgerton, Una oferta de un caballero. En septiembre de 2024 anunciaron el inicio del rodaje de la cuarta temporada de la serie. También aparecerá en la serie precuela de Dune de HBO, Dune: Prophecy, como Kasha de joven, que se estrenará en noviembre de 2024. La serie está ambientada en el universo de Dune y centrada en la vida de las Bene Gesserit.
El 31 de enero de 2025, se anunció que formaría parte del elenco de la serie de Netflix, Los supervivientes (The Survivors). Basada en la novela homónima de Jane Harper de 2020, la serie se estrenó el 6 de junio de 2025.

## Filmografía

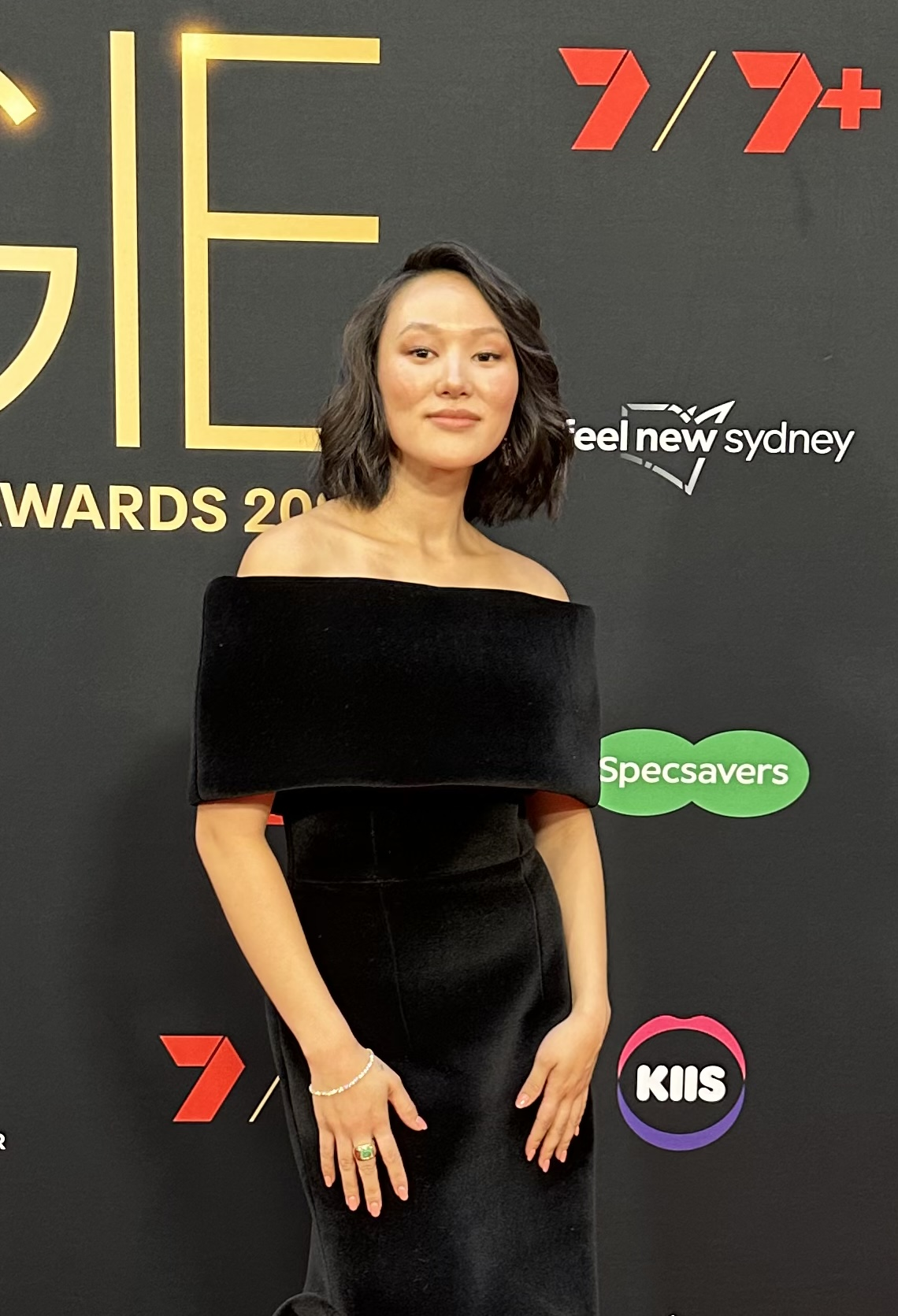
Yerin Ha en la alfombra roja de los Premios Logies de 2023

| Año       | Título             | Papel          | Notas                                      | Ref.   |
| --------- | ------------------ | -------------- | ------------------------------------------ | ------ |
| 2019      | Reef Break         | Technie Jane   | Personaje recurrente; 6 episodios          | [ 19 ] |
| 2022-2024 | Halo               | Kwan Ha        | Papel principal; 17 episodios              | [ 19 ] |
| 2022      | Troppo             | Ah Rah         | Papel principal (temporada 1; 7 episodios) |        |
| 2022      | Sissy              | Tracey         | Película                                   |        |
| 2023      | Bad Behaviour      | Alice          | Papel principal; 4 episodios               | [ 12 ] |
| 2024      | Dune: La profecía  | Kasha de joven | 3 episodios                                | [ 15 ] |
| 2025      | Los supervivientes | Mia            | Papel principal; 6 episodios               | [ 17 ] |
| —         | Bridgerton         | Sophie Baek    | Papel principal (temporada 4; 8 episodios) | [ 13 ] |

## Teatro
| Año  | Título                 | Papel   | Notas                          | Ref.  |
| ---- | ---------------------- | ------- | ------------------------------ | ----- |
| 2019 | El señor de las moscas | Maurice | Sydney Theatre Company, Sídney | [ 6 ] |

## Vídeos musicales
| Año  | Canción          | Artista               | Papel     | Ref.   |
| ---- | ---------------- | --------------------- | --------- | ------ |
| 2016 | I Gotta Have You | Fluir & Jesse Marantz | Bailarina | [ 20 ] |

## Premios y nominaciones
| Año  | Premio        | Categoría               | Trabajo nominado | Resultado | Ref.   |
| ---- | ------------- | ----------------------- | ---------------- | --------- | ------ |
| 2023 | Premios Logie | Mejor Actriz de Reparto | Bad Behaviour    | Nominada  | [ 21 ] |